# Christus voor Pilatus (navolger van Jheronimus Bosch)
Christus voor Pilatus is een schilderij van een navolger van de Zuid-Nederlandse schilder Jheronimus Bosch in het Noordbrabants Museum.

## Voorstelling
Het stelt Christus voor te midden van een groep vreemd uitziende figuren. Zijn kop steekt sereen af tegen de bijna karikaturale grimassen van de mensen om hem heen. Een oude man met tulband en hermelijnen mantel kijkt hem vertwijfeld aan. Het werk stond vroeger bekend als De bespotting van Christus of Christus voor de Hogepriester. De kan en de schotel op de voorgrond verwijzen echter naar de handenwassing van Pontius Pilatus. Pontius Pilatus was de stadhouder van Judea. De overpriesters van Jeruzalem vroegen hem Christus te vervolgen, omdat zij bang waren voor zijn toenemende populariteit. Pontius Pilatus zag echter geen reden Christus te vervolgen en stuurde hem naar Herodes, onder wiens jurisdictie hij als Galileër viel. Op die manier waste hij zijn handen in onschuld.

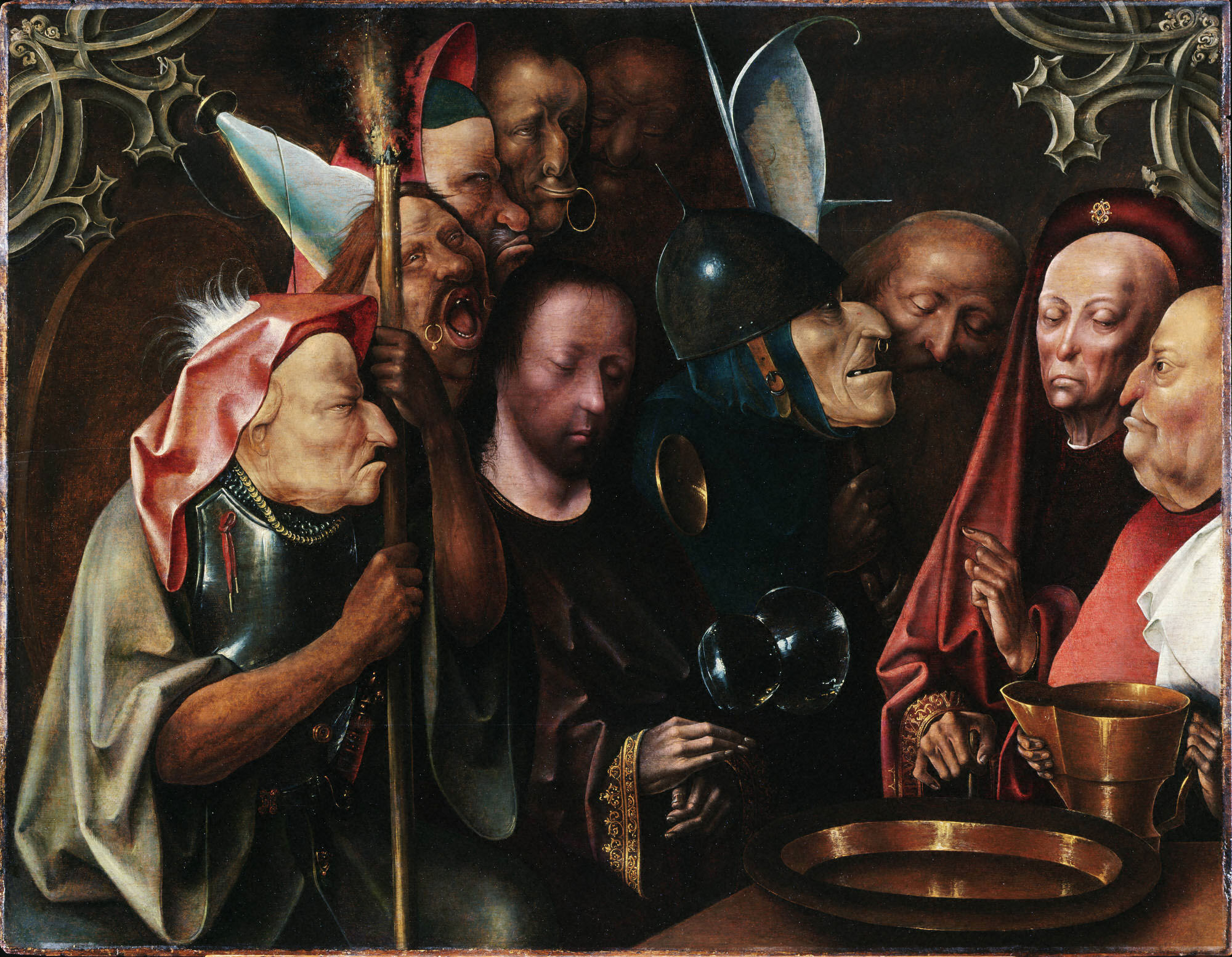
Navolger van Jheronimus Bosch. Christus voor Pilatus. Ca. 1520. Princeton University Art Museum.

## Toeschrijving
In de Princeton University Art Museum in de Amerikaanse stad Princeton bevindt zich een soortgelijke compositie, die door het museum omstreeks 1520 gedateerd wordt. Beide werken zijn met Jheronimus Bosch in verband te brengen, omdat ze stilistisch nauw verwant zijn aan zowel het Passie-drieluik, dat weliswaar Bosch' handtekening draagt, maar door een navolger geschilderd moet zijn, en de Kruisdraging in het Museum voor Schone Kunsten in Gent, die over het algemeen aan Bosch toegeschreven wordt. Volgens kunsthistoricus Max Friedländer is de Christus voor Pilatus in 's-Hertogenbosch een eigenhandig werk. Volgens alle overige Bosch-auteurs is dit niet het geval. Charles de Tolnay beschouwt het als een kopie van een verloren gegaan origineel uit Bosch' laatste periode en dateert het omstreeks 1520-1530. Verder merkt hij op dat het overeenkomsten vertoont met halffigurige, Venetiaanse schilderijen uit dezelfde periode. Volgens Bosch-kenner Gerd Unverfehrt is het werk van de hand van een Antwerpse meester.

## Herkomst
Het werk was oorspronkelijk in het bezit van een zekere Kilmansegg in Wenen. In 1913 werd het door Friedländer gesignaleerd bij kunsthandel F. Kleinberger in Parijs. In 1922 werd het opnieuw door Friedländer gesignaleerd in de verzameling van de Hongaarse kunstverzamelaar Marcell Nemes. In 1925 was het in het bezit van de Nederlander Frits Lugt. Twee jaar later werd het gesignaleerd bij de Amsterdamse kunsthandelaar Jacques Goudstikker, waarschijnlijk in consignatie van Lugt. In 1928 verkoopt Goudstikker het werk aan Daniël George van Beuningen, die het in 1958 naliet aan het Museum Boijmans Van Beuningen in Rotterdam. Het Boijmans gaf het in 2003 in blijvend bruikleen aan het Noordbrabants Museum in 's-Hertogenbosch, waar het tegenwoordig deel uitmaakt van de permanente opstelling 'De wereld van Bosch'.